# باغ (لارستان)
باغ، روستایی در دهستان صحرای باغ بخش صحرای باغ شهرستان لارستان در استان فارس ایران است. این روستا، مرکز دهستان صحرای باغ است.

## پیشینه نام
نام این روستا برگرفته شده از چشمه‌ها و باغ‌های فراوانی است که در این منطقه وجود داشته است.

## آثار باستانی
در این روستا، قلعه بزرگی وجود دارد که به «قلعه محمد جعفر خان باغی» معروف است؛ در تاریخ فارس نامه ناصری آمده است که در اواخر سلطنت صفویه وقتی افغان‌ها در برابر نادر شاه شکست خوردند، به‌طرف لارستان فرار کردند و قلعه باغ را در تصرف خود درآوردند و در آنجا در برابر قوای نادر که به سرکردگی طهماسب قلی‌خان بود، مقاومت نمودند ولی از قوای نادر شکست خورده و خیلی از آن‌ها کشته و بعضی هم دستگیر و فراری شدند.
این واقعه در سال‌های ۱۱۴۶ یا ۱۱۴۷ هجری قمری رخ داده است.

## جمعیت
بر پایه سرشماری عمومی نفوس و مسکن در سال ۱۳۹۵، جمعیت این روستا برابر با ۱٬۴۲۶ نفر (۳۶۹ خانوار) بوده است.